# Head First (Badfinger)
Head First è il decimo album in studio del gruppo musicale britannico Badfinger, pubblicato nel 2000 ma registrato nel 1974.

## Tracce

### CD 1
1. Lay Me Down (Ham) – 3:35
2. Hey, Mr. Manager (Evans) – 3:34
3. Keep Believing (Ham) – 4:09
4. Passed Fast (Evans, Jackson) – 4:19
5. Rock 'N' Roll Contract (Evans) – 4:44
6. Saville Row (Ham) - 0:36
7. Moonshine (Evans, Gibbins, Jackson) – 3:53
8. Back Again (Gibbins) – 2:54
9. Turn Around (Jackson) – 4:17
10. Rockin' Machine (Gibbins) – 1:32

### CD 2
1. Time Is Mine (Ham) – 1:45
2. Smokin' Gun (Ham) – 1:22
3. Old Fashioned Notions (Gibbins) – 4:12
4. Nothing to Show (Ham) – 1:03
5. You Ask Yourself Why (Gibbins) – 2:17
6. Keep Your Country Tidy (Ham) – 2:23
7. To Say Goodbye (Jackson) – 3:46
8. Queen of Darkness (Evans) – 2:13
9. I Can't Believe In (Ham) – 2:10
10. Thanks to You All (Gibbins) – 2:41
11. Lay Me Down (Ham) – 2:55

## Formazione
- Pete Ham – voce, chitarra, tastiera
- Bob Jackson – chitarra, tastiera, voce
- Tom Evans – basso, sintetizzatore, voce
- Mike Gibbins – batteria, percussioni, voce